# Petrosedum orientale
Petrosedum orientale är en fetbladsväxtart som först beskrevs av T'hart, och fick sitt nu gällande namn av V. Grulich. Petrosedum orientale ingår i släktet Petrosedum och familjen fetbladsväxter. Inga underarter finns listade i Catalogue of Life.